# Campionato mondiale di tuffi
Il Campionato mondiale di tuffi è un evento sportivo a cadenza biennale. Fa parte del programma dei Campionati mondiali di nuoto.

## Edizioni
| Edizione        | Paese ospitante | Numero eventi |
| --------------- | --------------- | ------------- |
| Belgrado 1973   | Jugoslavia      | 4             |
| Cali 1975       | Colombia        | 4             |
| Berlino 1978    | Germania Ovest  | 4             |
| Guayaquil 1982  | Ecuador         | 4             |
| Madrid 1986     | Spagna          | 4             |
| Perth 1991      | Australia       | 6             |
| Roma 1994       | Italia          | 6             |
| Perth 1998      | Australia       | 10            |
| Fukuoka 2001    | Giappone        | 10            |
| Barcellona 2003 | Spagna          | 10            |
| Montreal 2005   | Canada          | 10            |
| Melbourne 2007  | Australia       | 10            |
| Roma 2009       | Italia          | 10            |
| Shanghai 2011   | Cina            | 10            |
| Barcellona 2013 | Spagna          | 12            |
| Kazan 2015      | Russia          | 15            |
| Budapest 2017   | Ungheria        | 15            |
| Gwangju 2019    | Corea del Sud   | 15            |
| Budapest 2022   | Ungheria        | 15            |